# Vranová
Vranová je obec v okrese Blansko v Jihomoravském kraji. Žije zde 410 obyvatel.

## Historie
První písemná zmínka o obci pochází z roku 1398. Od 14. století obec náležela letovickému panství, od roku 1447 byla obec rozdělena, kdy část patřila pánům z Boskovic a část pánům z Lomnice. Boskovická část dále náležela panství letovickému a lomnická část byla prodána Kryštofovi z Boskovic, který ji následně přenechal panství křetínskému.

## Obyvatelstvo
| Rok            | 1869 | 1880 | 1890 | 1900 | 1910 | 1921 | 1930 | 1950 | 1961 | 1970 | 1980 | 1991 | 2001 | 2011 | 2021 |
| -------------- | ---- | ---- | ---- | ---- | ---- | ---- | ---- | ---- | ---- | ---- | ---- | ---- | ---- | ---- | ---- |
| Počet obyvatel | 356  | 412  | 432  | 462  | 523  | 509  | 494  | 378  | 363  | 320  | 289  | 307  | 321  | 347  | 392  |
| Počet domů     | 58   | 60   | 61   | 64   | 69   | 74   | 91   | 95   | 93   | 90   | 88   | 115  | 135  | 153  | 169  |

## Obecní správa
Mezi lety 1869–1985 Vranová byla obcí v okrese Boskovice (1869–1950) a později v okrese Blansko. Od 1. ledna 1986 do 30. června 1990 patřily jako část města k Letovicím a od 1. července 1990 je opět samostatnou obcí.

### Obecní symboly
Znak a vlajka byly obci uděleny rozhodnutím předsedy Poslanecké sněmovny Parlamentu České republiky dne 22. listopadu 2001.

## Pamětihodnosti
- Venkovská zemědělská usedlost č.p. 46 – nemovitá kulturní památka. Jeden z posledních dokladů starší vrstvy lidové architektury na východním okraji Českomoravské vrchoviny. Cenný příklad celistvě dochované usedlosti. Areál sestává z hlavního obytného stavení, výminku, kolny a hospodářské části kolem uzavřeného dvora a ze samostatně stojící stodoly. V současné době se vinou majitele ze stavení stává ruina.

## Galerie

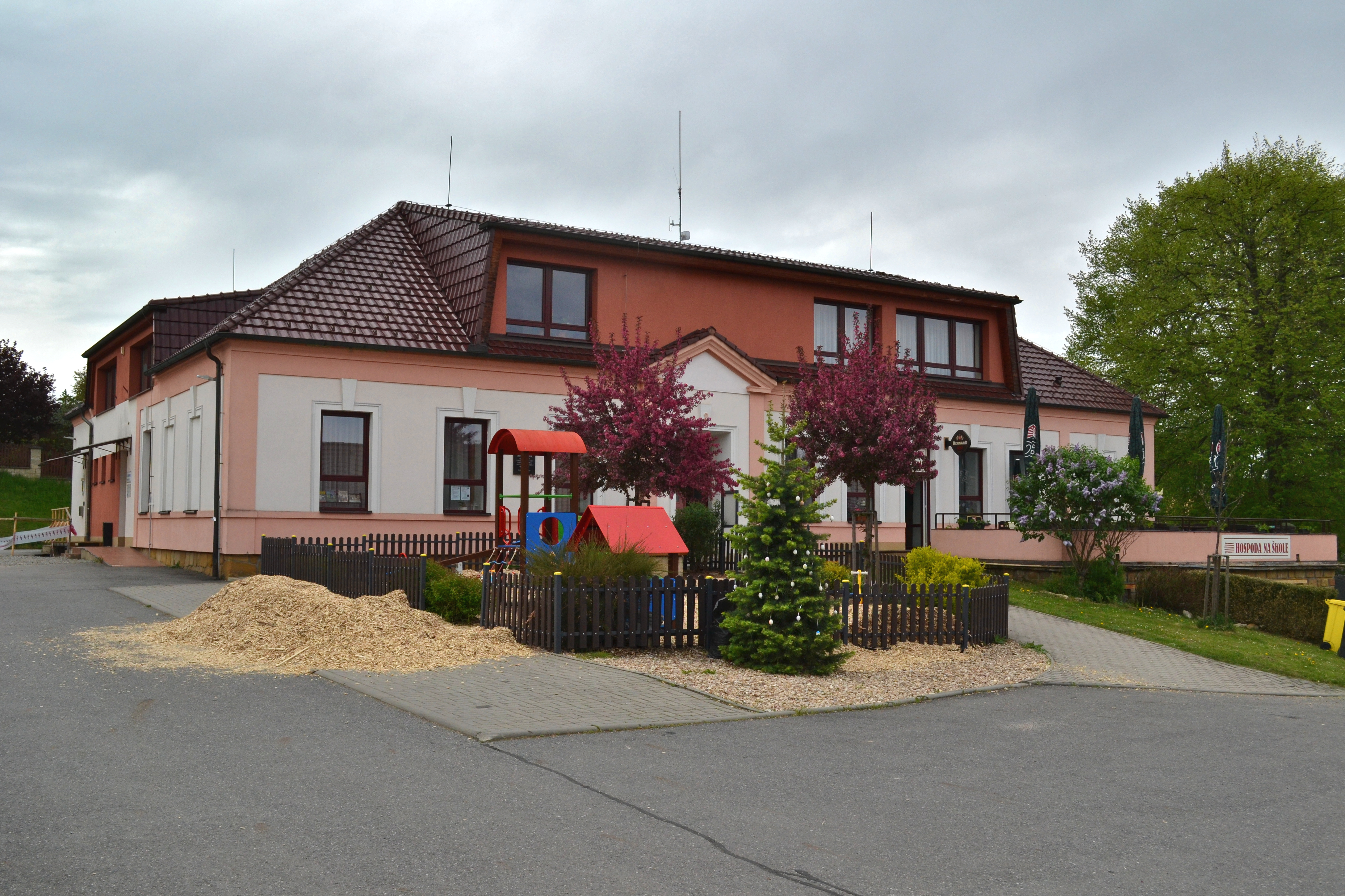
hospoda Na škole
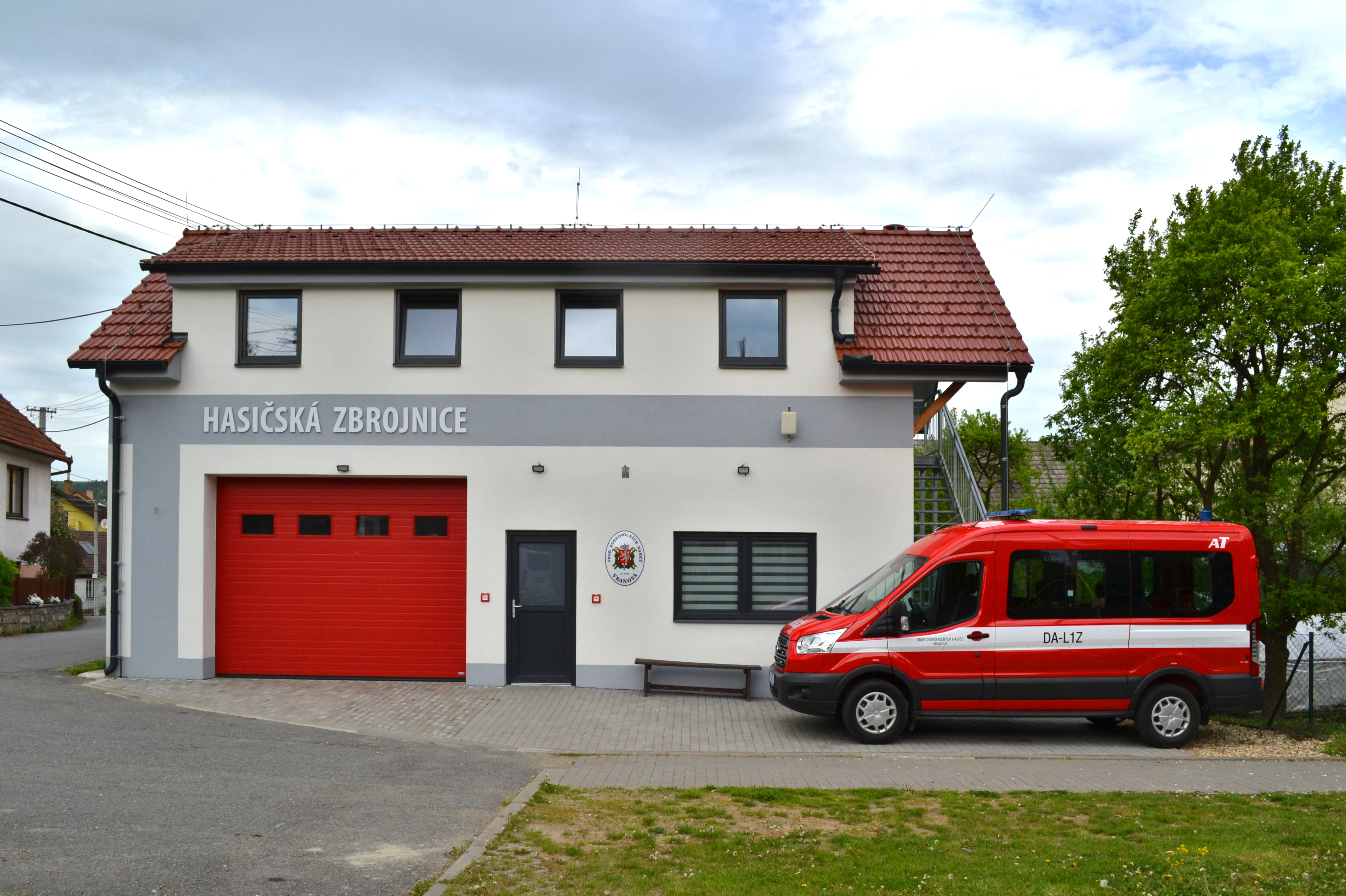
hasičská zbrojnice
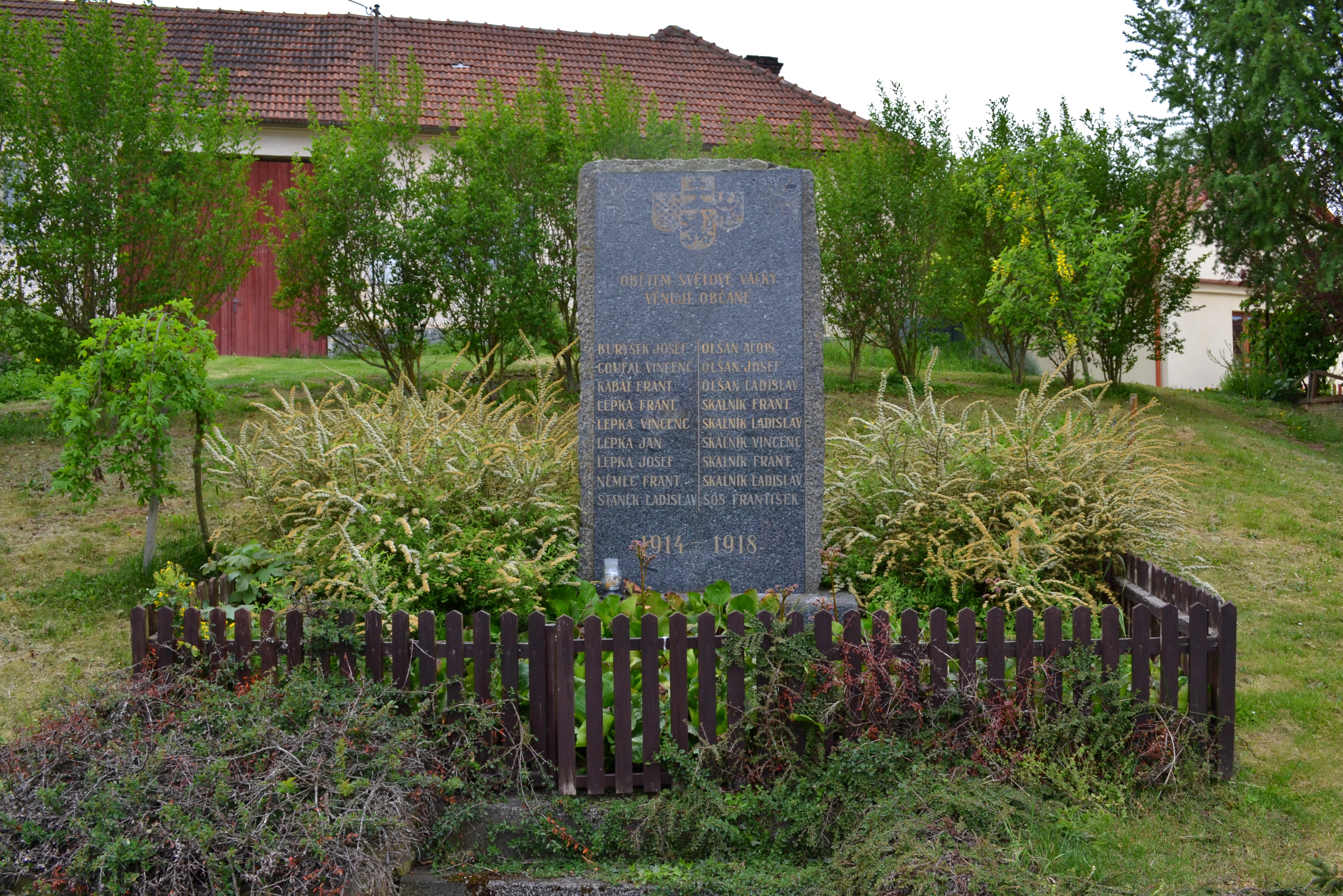
pomník obětem první světové války
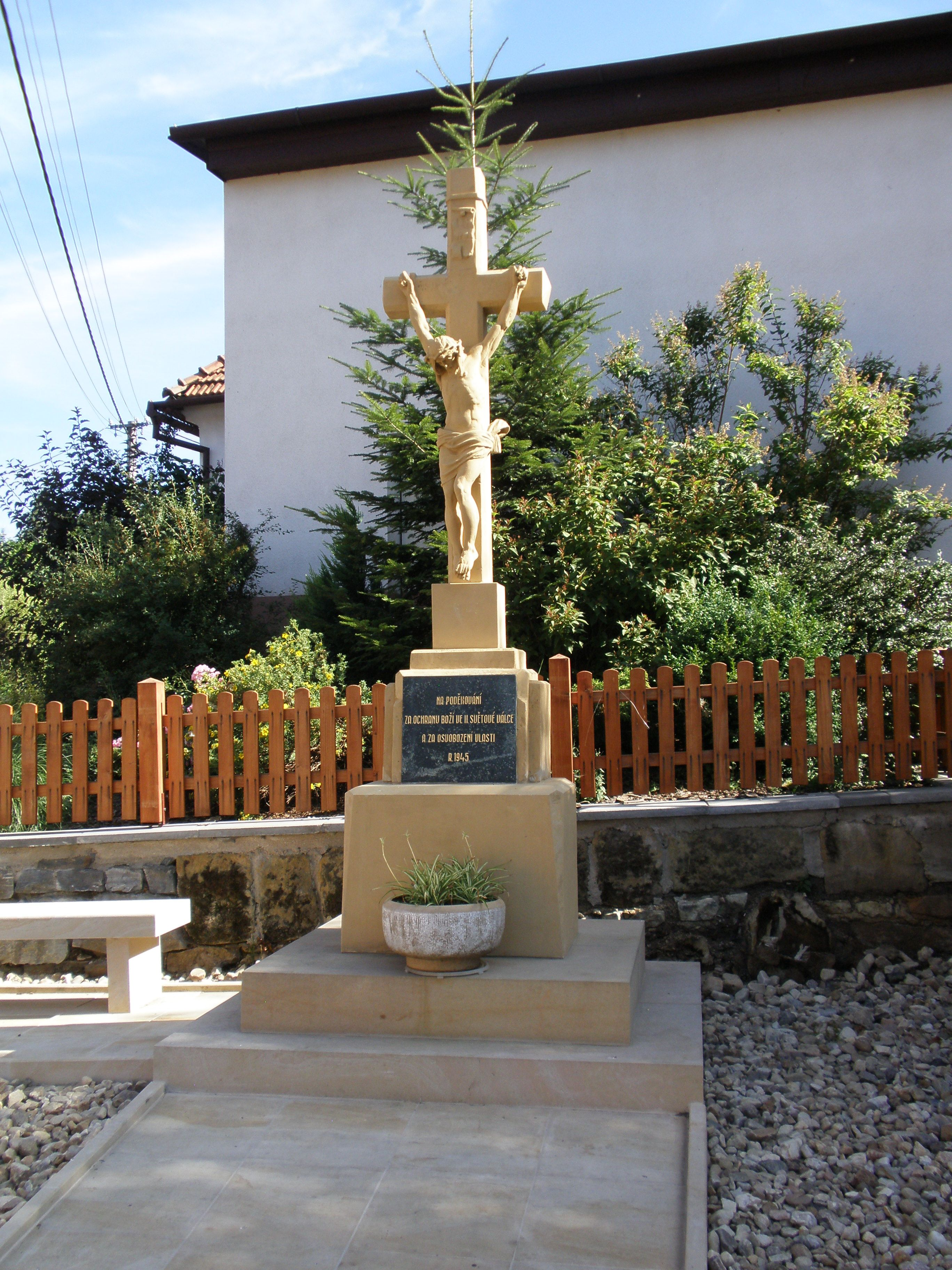
kříž u čp. 7